# Vergel (Nariño)
El  Vergel es un centro poblado del Departamento de Nariño, bajo jurisdicción del municipio de La Llanada.

## Ubicación geográfica
Se encuentra ubicado en el valle del rio Sambiambi, a 1700 m s. n. m. a 140 kilómetros de San Juan de Pasto, capital del departamento de Nariño. El municipio limita al norte con Los Andes Sotomayor, al occidente con Barbacoas, al sur con Samaniego y al oriente con Linares.

## Historia
En la década de los cuarenta, esta zona del país atrajo algunos pobladores de La Llanada, que en la búsqueda de vivir tranquilos decidieron ocupar estos territorios, es así como los primeros habitantes unen esfuerzos colectivos y crean las mingas (agrupación que les facilita construir sus casas e iniciar con los primeros cultivos de siembra). 
Por esta época, se da el inicio de enfrentamientos generados principalmente por desacuerdos entre simpatizantes de los partidos políticos liberales y conservadores, pero no pasaba más allá de simples palabras de desacuerdo.
Ya en los años 70 se marca una época de paz y tranquilidad, un período próspero en donde sus habitantes trabajan colectivamente, logran construir una escuela, un centro de salud y progresan juntos.
En 1985 aparece diferentes grupos al margen de la ley como el ELN y FARC este último bajo el Frente 29.
En 2007, el centro poblado es tomando por paramilitares creado 15 días de zozobra en el mes de agosto de ese año.